# Rachelle Ferrell
Rachelle Ferrell, (Berwyn, Pennsylvania, 1964. május 21. –) amerikai dzsesszénekesnő.

## Pályafutása
Hatéves korában kezdett énekelni. Hangja hat oktávot fogott át felnőtt korára, egészen a koloratúr magasságokig.
Klasszikus zenei képzést kapott, hegedülni és zongorázni tanult, teenager korától pedig énekelt is.
R&B, pop- és gospel- és klasszikus énekesként egyaránt sikeres. A kortárs dzsesszben empátiájáról, önkontrolljáról, hangterjedeleméről, és sajátos rögtönzéseiről egyaránt jólismert.
Hat éves korában kezdett énekelni. Felnőtt korára hangja hatoktávos tartományt fog át. A sípregiszterben is képes énekelni. Ferrell legmagasabb hangjait az „It Only Took A Minute” című számban (1992) egyesek jajgatásként írták le.
Fiatalon klasszikus hegedülni és zongorázni tanult. Már tinédzserként fellépett hangszereivel is, és énekesként is.
A Berklee College of Musicon végzett, ahol közben megtanult hangszerelni, dalokat írni is. Dizzy Gillespie mellett kapott tanári állást New Jerseyben.
1975 és 1990 között Ferrell vokálozott Lou Rawls, Patti LaBelle, Vanessa Renee Williams és George Duke mögött.
Önálló bemutatkozó lemeze (First Instrument) 1990-ben jelent meg Japánban – öt évvel az Egyesült Államokban való megjelenése előtt. A Tyrone Brown basszusgitárossal, Eddie Green zongoristával és Doug Nally dobossal készült  lemezen több més híres zenész is szerepel, köztük Terence Blanchard trombitás, Gil Goldstein és Michel Petrucciani zongorista, Kenny Davis és Stanley Clarke basszusgitáros, Wayne Shorter tenorszaxofonos és Pete Levin billentyűs.
2014-ben Rachelle Ferrell megjelent a „Now What” című új internetes műsorsorozatban. Ferrellt annyira elragadta a szenvedély, hogy végigénekelte az egész interjút. A műsorvezető egy ponton megkönnyezte a riportot.

## Lemezek
- 1990: Somethin' Else (dzsessz, pop)
- 1990: First Instrument (dzsessz, pop)
- 1992: Rachelle Ferrell (dzsessz, pop)
- 1992: Til You Come Back to Me (dzsessz, pop)
- 1993: Welcome to My Love (R&B, pop)
- 1994: Nothing Has Ever Felt Like This, con/Will Downing (R&B, pop)
- 2000: Individuality (Can I Be Me? R&B, gospel, dzsessz)
- 2002: Income for the Intimate
- 2002: Live at Montreux 91-97 (dzsessz)
- 2022: During from Material
- 2022: Rhyme by Prevent